# 1973年イタリアグランプリ
1973年イタリアグランプリ (Gran Premio d'Italia 1973) は、1973年のF1世界選手権第13戦として、1973年9月9日にモンツァ・サーキットで開催された。

## 概要
前戦オーストリアGP終了時点でのドライバーズランキングは、ジャッキー・スチュワート（ティレル）が66ポイントで首位、1972年度ワールドチャンピオンのエマーソン・フィッティパルディ（ロータス）が42ポイントで3位。スチュワートはこのレースで4位となって3ポイントを獲得すれば1973年度のワールドチャンピオンとなる。一方のE.フィッティパルディが逆転するには3蓮勝しなければならず、この場合はスチュワートが4ポイント獲得でチャンピオンとなるため、連覇は厳しい状況となった。
フェラーリを離脱したジャッキー・イクスがフリーランスという立場ながらチームに復帰した。
予選はロータスのロニー・ピーターソンがシーズン7度目のポールポジションを獲得。E.フィッティパルディは4位、スチュワートは6位という結果となった。

## 予選結果
| 順位  | No | ドライバー                     | コンストラクター           | 周回    | 差    |
| ----- | -- | ------------------------------ | -------------------------- | ------- | ----- |
| 1     | 2  | ロニー・ピーターソン           | ロータス・フォード         | 1:34.80 | —     |
| 2     | 8  | ピーター・レブソン             | マクラーレン・フォード     | 1:35.29 | +0.49 |
| 3     | 7  | デニス・ハルム                 | マクラーレン・フォード     | 1:35.45 | +0.65 |
| 4     | 1  | エマーソン・フィッティパルディ | ロータス・フォード         | 1:35.68 | +0.88 |
| 5     | 24 | カルロス・パーチェ             | サーティース・フォード     | 1:36.06 | +1.26 |
| 6     | 5  | ジャッキー・スチュワート       | ティレル・フォード         | 1:36.10 | +1.30 |
| 7     | 4  | アルトゥーロ・メルツァリオ     | フェラーリ                 | 1:36.37 | +1.57 |
| 8     | 23 | マイク・ヘイルウッド           | サーティース・フォード     | 1:36.44 | +1.64 |
| 9     | 9  | ロルフ・シュトメレン           | ブラバム・フォード         | 1:36.54 | +1.74 |
| 10    | 10 | カルロス・ロイテマン           | ブラバム・フォード         | 1:36.55 | +1.75 |
| 11    | 6  | フランソワ・セベール           | ティレル・フォード         | 1:36.58 | +1.78 |
| 12    | 15 | マイク・ボイトラー             | マーチ・フォード           | 1:36.67 | +1.87 |
| 13    | 20 | ジャン＝ピエール・ベルトワーズ | BRM                        | 1:36.88 | +2.08 |
| 14    | 3  | ジャッキー・イクス             | フェラーリ                 | 1:36.99 | +2.19 |
| 15    | 21 | ニキ・ラウダ                   | BRM                        | 1:37.26 | +2.46 |
| 16    | 11 | ウィルソン・フィッティパルディ | ブラバム・フォード         | 1:37.30 | +2.50 |
| 17    | 28 | リッキー・フォン・オペル       | エンサイン・フォード       | 1:37.40 | +3.00 |
| 18    | 19 | クレイ・レガツォーニ           | BRM                        | 1:37.58 | +3.18 |
| 19    | 17 | ジャッキー・オリバー           | シャドウ・フォード         | 1:37.81 | +3.41 |
| 20    | 25 | ハウデン・ガンレイ             | イソ・マールボロ・フォード | 1:38.13 | +3.73 |
| 21    | 16 | ジョージ・フォルマー           | シャドウ・フォード         | 1:38.66 | +4.26 |
| 22    | 12 | グラハム・ヒル                 | シャドウ・フォード         | 1:38.88 | +4.48 |
| 23    | 26 | ジィズ・ヴァン・レネップ       | イソ・マールボロ・フォード | 1:39.24 | +4.84 |
| 24    | 29 | デビッド・パーレイ             | マーチ・フォード           | 1:39.28 | +4.88 |
| 25    | 27 | ジェームス・ハント             | マーチ・フォード           | 1:39.82 | +5.42 |
| 出典: |    |                                |                            |         |       |

## 決勝
予選中の事故のため出走を取りやめたジェームス・ハントを除く24台が出走。スタート後はピーターソンがトップ、2位E.フィッティパルディ、3位デニス・ハルム（マクラーレン）、4位スチュワートと続く。7周目、スチュワートのマシンのリヤタイヤが空気漏れを起こしタイヤ交換のため急遽ピットイン、20位に後退する。9周目に3位を走行していたハルムがスピンしてピットインしたため、ロータス2台の1-2位の座は安泰となった。
スチュワートはピットアウト後追撃を開始し、49周目にチームメイトのフランソワ・セベールを抜いて4位に浮上した。
2位のE.フィッティパルディはピーターソンを追い上げるが、チームオーダーが発令されなかったこともあり、終始首位を譲ることなくレースは終了、ピーターソンはシーズン3勝目を挙げる。0.8秒差でE.フィッティパルディが2位となり、ワンツーフィニッシュを達成。ロータスにとっては1967年アメリカGPで記録して以来となった。スチュワートは4位に入り、3度目のワールドチャンピオンを獲得した。

### 決勝結果
| 順位 | No | ドライバー                     | コンストラクター           | 周回 | タイム/リタイヤ | グリッド | ポイント |
| ---- | -- | ------------------------------ | -------------------------- | ---- | --------------- | -------- | -------- |
| 1    | 2  | ロニー・ピーターソン           | ロータス・フォード         | 55   | 1:29:17.0       | 1        | 9        |
| 2    | 1  | エマーソン・フィッティパルディ | ロータス・フォード         | 55   | + 0.8           | 4        | 6        |
| 3    | 8  | ピーター・レブソン             | マクラーレン・フォード     | 55   | + 28.8          | 2        | 4        |
| 4    | 5  | ジャッキー・スチュワート       | ティレル・フォード         | 55   | + 33.2          | 6        | 3        |
| 5    | 6  | フランソワ・セベール           | ティレル・フォード         | 55   | + 46.2          | 11       | 2        |
| 6    | 10 | カルロス・ロイテマン           | ブラバム・フォード         | 55   | + 59.8          | 10       | 1        |
| 7    | 23 | マイク・ヘイルウッド           | サーティース・フォード     | 55   | + 1:28.7        | 8        |          |
| 8    | 3  | ジャッキー・イクス             | フェラーリ                 | 54   | + 1 Lap         | 14       |          |
| 9    | 29 | デビッド・パーレイ             | マーチ・フォード           | 54   | + 1 Lap         | 24       |          |
| 10   | 16 | ジョージ・フォルマー           | シャドウ・フォード         | 54   | + 1 Lap         | 21       |          |
| 11   | 17 | ジャッキー・オリバー           | シャドウ・フォード         | 54   | + 1 Lap         | 19       |          |
| 12   | 9  | ロルフ・シュトメレン           | ブラバム・フォード         | 54   | + 1 Lap         | 9        |          |
| 13   | 20 | ジャン＝ピエール・ベルトワーズ | BRM                        | 54   | + 1 Lap         | 13       |          |
| 14   | 12 | グラハム・ヒル                 | シャドウ・フォード         | 54   | + 1 Lap         | 22       |          |
| 15   | 7  | デニス・ハルム                 | マクラーレン・フォード     | 53   | + 2 Laps        | 3        |          |
| NC   | 25 | ハウデン・ガンレイ             | イソ・マールボロ・フォード | 44   | 周回数不足      | 20       |          |
| Ret  | 15 | マイク・ボイトラー             | マーチ・フォード           | 34   | ギヤボックス    | 12       |          |
| Ret  | 21 | ニキ・ラウダ                   | BRM                        | 33   | アクシデント    | 15       |          |
| Ret  | 19 | クレイ・レガツォーニ           | BRM                        | 30   | イグニッション  | 18       |          |
| Ret  | 24 | カルロス・パーチェ             | サーティース・フォード     | 17   | タイヤ          | 5        |          |
| Ret  | 26 | ジィズ・ヴァン・レネップ       | イソ・マールボロ・フォード | 14   | オーバーヒート  | 23       |          |
| Ret  | 28 | リッキー・フォン・オペル       | エンサイン・フォード       | 10   | オーバーヒート  | 17       |          |
| Ret  | 11 | ウィルソン・フィッティパルディ | ブラバム・フォード         | 6    | ブレーキ        | 16       |          |
| Ret  | 4  | アルトゥーロ・メルツァリオ     | フェラーリ                 | 2    | サスペンション  | 7        |          |
| DNS  | 27 | ジェームス・ハント             | マーチ・フォード           |      | 予選で事故      |          |          |

## 第13戦終了時点でのランキング
|   | 順位 | ドライバー                     | ポイント |
| - | ---- | ------------------------------ | -------- |
|   | 1    | ジャッキー・スチュワート       | 69       |
| 1 | 2    | エマーソン・フィッティパルディ | 48       |
| 1 | 3    | フランソワ・セベール           | 47       |
|   | 4    | ロニー・ピーターソン           | 43       |
|   | 5    | ピーター・レブソン             | 27       |

|  | 順位 | コンストラクター       | ポイント |
|  | ---- | ---------------------- | -------- |
|  | 1    | ティレル・フォード     | 80 (84)  |
|  | 2    | ロータス・フォード     | 77 (81)  |
|  | 3    | マクラーレン・フォード | 46       |
|  | 4    | ブラバム・フォード     | 18       |
|  | 5    | フェラーリ             | 12       |

- 注：ドライバー、コンストラクター共にトップ5のみ表示。チャンピオンシップには前半8戦中ベスト7戦、後半7戦中ベスト6戦がカウントされる。ポイントはチャンピオンシップにカウントされるポイント、括弧内は総獲得ポイント。